# الکساندراو، بخش بیگوزس
الکساندراو، بخش بیگوزس (به لاتین: Aleksandrowo, Bydgoszcz County) یک منطقهٔ مسکونی در لهستان است که در Gmina Dobrcz واقع شده‌است.

## خصوصیات
الکساندراو ۵۰ نفر جمعیت دارد.